# Les Aiguilleurs
Pour plus de détails, voir Fiche technique et Distribution.
Les Aiguilleurs, ou À la limite au Québec (Pushing Tin), est un film américain, réalisé par Mike Newell, sorti en 1999.
Le film reçoit des critiques mitigées dans la presse et ne connait pas le succès auprès du public.

## Synopsis
Nick Falzone est un homme heureux. Il est marié à la belle Connie et est père de deux enfants. Surnommé « The Zone », il est Contrôleur aérien au New York TRACON (en). Dans ce métier très stressant, Nick est l'un des meilleurs. Mais l'arrivée de Russell Bell va remettre en causes les certitudes de Nick. Russell est un casse-cou très différent de Nick. Par ailleurs, Nick semble sous le charme de Mary, la femme de Russell. Une rivalité va s'installer entre les deux hommes. 

## Fiche technique
- Titre original : Pushing Tin
- Titre français : Les Aiguilleurs
- Titre québécois : À la limite
- Réalisation : Mike Newell
- Scénario : Glen Charles et Les Charles, d'après l'article Something's Got to Give de Darcy Frey
- Décors : Bruno Rubeo
- Costumes : Marie-Sylvie Deveau
- Photographie : Gale Tattersall et Matthew F. Leonetti (seconde équipe)
- Montage : Jon Gregory
- Musique : Anne Dudley, Adam Hamilton et Chris Seefried
- Producteurs : Michael Flynn, Alan Greenspan et Art Linson
- Société de production : Fox 2000 Pictures, Regency Enterprises, 3 Miles Apart Productions, Art Linson Productions, Dogstar Films et Taurus Film
- Société de distribution : 20th Century Fox
- Pays de production :  États-Unis
- Format : Couleur - 2.35:1 - Dolby Digital - 35 mm
- Genre : comédie dramatique et romantique
- Durée : 124 minutes
- Date de sortie :
  -  États-Unis,  Canada : 23 avril 1999
  -  France : 19 juillet 2000

## Distribution
- John Cusack (VF : Philippe Allard ; VQ : Pierre Auger) : Nick Falzone
- Billy Bob Thornton (VF : Bernard Perpète ; VQ : Jean-Marie Moncelet) : Russell Bell
- Cate Blanchett (VF : Sandrine Verselle ; VQ : Christine Bellier) : Connie Falzone
- Angelina Jolie (VF : Manuela Servais ; VQ : Hélène Mondoux) : Mary Bell
- Jake Weber : Barry Plotkin
- Kurt Fuller : Ed Clabes
- Vicki Lewis : Tina Leary
- Matt Ross : Ron Hewitt
- Jerry Grayson (en) : Leo Morton
- Michael Willis (en) : Pat Feeney
- Philip Akin : Paul
- Mike O'Malley : Pete
- Neil Crone (en) : Tom
- Matt Gordon (en) : Ken
- Joe Pingue : Mark
- Catherine Lloyd Burns : Tanya Hewitt
- Molly Price (VQ : Marie-Andrée Corneille) : Crystal Plotkin
- Kiersten Warren : Karen
- Michael Hyatt : Trudy
- Carolyn Scott : Mme Connor
- Cody Jones : Timmy
- Shaun Majumder : New Controller
- Matthew Bennett : Dynajet Steward
- John Robinson : le copilote
- John Carroll Lynch : Dr Freeze (non crédité)

## Production
Le scénario s'inspire d'un article de Darcy Frey, Something's got to give, publié en 1996 dans New York Sunday Magazine. Art Linson est séduit par le sujet et décide de produire un film sur des aiguilleurs du ciel.
Le tournage a lieu en Ontario (Etobicoke, Mississauga, Toronto), au Minnesota, dans le New Jersey (New Jersey Turnpike, Newark) et à Victorville en Californie. Durant le tournage, les acteurs ont pu compter sur l'aide de Thomas F. Zaccheo et Sheila McCombe, deux véritables contrôleurs aériens.

## Sortie et accueil

### Accueil critique
Le Monde a écrit dans sa critique du film « Il y a dans Les Aiguilleurs un embryon de film qui aurait pu être intéressant sur le microcosme des contrôleurs aériens. Cette partie documentaire est gâchée par des intrigues amoureuses sirupeuses. ».